# تاريخ البنس البريطاني (1714-1901)
شهدت الفترة من عام 1714 إلى عام 1901، وهي الفترة التي حكم فيها آل هانوفر، تحول البنس من عملة فضية صغيرة قليلة الاستخدام إلى القطعة البرونزية التي يكن التعرف عليها من قبل البريطانيين في العصر الحديث. تحمل جميع العملات صورة الملك على الوجه الأمامي ؛ وتحتوي العملات النحاسية والبرونزية على صورة بريتانيا، التجسيد الأنثوي لبريطانيا، على الوجه الخلفي.
خلال معظم القرن الثامن عشر، كان البنس عبارة عن عملة فضية صغيرة نادراً ما كانت متداولة، وكانت تُضرب في المقام الأول لاستخدامها في أموال العهد أو غيرها من الأعمال الخيرية الملكية. بدءًا من عام 1787، أدى النقص المزمن في الأموال الجيدة إلى تداول واسع النطاق للعملات الخاصة، بما في ذلك العملات النحاسية الكبيرة التي تقدر قيمتها بنس واحد. في عام 1797، حصل الصناعي ماثيو بولتون على عقد لإنتاج البنسات الرسمية في دار سك العملة الخاصة به في سوهو في برمنغهام؛ وقد قام بسك ملايين البنسات على مدى العقد التالي. وبعد ذلك، لم تسك البنسات مرة أخرى للتداول إلا في عام 1825، واستمر إصدار البنس النحاسي حتى عام 1860.
بحلول أواخر خمسينيات القرن التاسع عشر، اعتُبر وضع العملات النحاسية غير مُرضٍ، حيث لا تزال كميات من القطع البالية كبيرة الحجم، بعضها يعود إلى عهد بولتون، متداولة. استُبدلت بعملات برونزية أخف وزنًا ابتداءً من عام 1860؛ وصدرت عملة "بنس الكعكة"، التي سُميت نسبةً إلى تسريحة شعر الملكة فيكتوريا عليها، منذ ذلك الحين وحتى عام 1894. وشهدت السنوات الأخيرة من حكم فيكتوريا إصدار بنسات "الرأس المُحجّب" أو "الرأس القديم"، والتي سُكّت من عام 1895 حتى وفاتها عام 1901.

## بنس فضي (القرن الثامن عشر)
في بداية عهد جورج الأول، في عام 1714، كان البنس الإنجليزي يُسك من الفضة منذ حوالي ألف عام. بدأت سلالة هانوفر في بريطانيا خلال الفترة التي كان فيها السير إسحاق نيوتن مديرًا لدار سك العملة. كان نيوتن قد فكر في عام 1702 في إصدار بنس نحاسي، ولكن لم يتخذ أي إجراء. في ذلك الوقت، لم تكن الفضة تأتي إلى دار سك العملة الملكية إلا كمنتج ثانوي لاستخراج مواد أخرى، ومن رواسب عشوائية ومكاسب غير متوقعة ــ ففي عام 1723، اضطرت شركة البحر الجنوبي التي ابتليت بالفضائح إلى إرسال كمية كبيرة من سبائك الفضة إلى مقر دار سك العملة في برج لندن. ومع ذلك، لم يرسل سوى القليل بشكل عام حتى أن عضو البرلمان جون كوندويت، خليفة نيوتن في منصب رئيس دار السك، كتب في عام 1730 أنه منذ ديسمبر 1701، "لم يستورد أي فضة إلى دار السك إلا ما أجبر على الذهاب إلى هناك". سكت كميات صغيرة فقط من البنسات الفضية في السنوات الأولى من حكم جورج؛ وكانت البنسات الفضية غير مرغوب فيها على أي حال بسبب صغر حجمها.
لم يؤثر التغيير في السلالة على شكل البنس الفضي - وهو 12 عملة معدنية قطرها مم ووزنها 0.5 غرام. كانت بنسات جورج تحمل نقش GEORGIVS DEI GRA مستمرًا على الجانب الآخر مع MAG BR FR ET HIB REX والتاريخ، حول الحرف "I" المتوج. كان تمثيل جورج من قبل جون كروكر أو مساعده صموئيل بول؛ وقد صمما تماثيل نصفية لوليم الثالث والملكة آن التي ظهرت على البنسات السابقة. الرقم الروماني I الموجود على العملات المعدنية يعود تاريخه إلى عهد جيمس الثاني، وكان من المقصود في البداية أن يشير إلى الحرف الأول من اسم الملك باللغة اللاتينية (IACOBUS)، ولكن احتفظ به كرقم روماني عندما إعطي البنسين والثلاثة بنسات والأربعة بنسات أرقامًا عربية في عهد ويليام الثالث وماري. سكت البنسات في أعوام 1716، 1718، 1720، 1723، 1725، 1726 و1727، وكان آخرها في تاريخ وفاة جورج وتولي ابنه جورج الثاني العرش.
كان الغرض الرئيسي من البنس الفضي في القرن الثامن عشر هو استخدامه كعملة عيد الفصح. من المرجح أن معظم البنسات الفضية بعد عام 1727 كانت تستخدم لهذا الغرض؛ وكانت العملات المسكوكة كافية لتوفير هذا الغرض، ولكنها لم تكن كافية للتداول العام. في بعض السنوات، ربما كانت عملة مووندي تتكون بالكامل من البنسات، على الرغم من وجود روايات عن استخدام البنسين والثلاثة بنسات والجراوات أيضًا. في بعض الأحيان، كانت هناك فجوات في التأريخ حيث ضرب ما يكفي لعدة سنوات دفعة واحدة، ليحتفظ به عند الحاجة. كان هناك ما يكفي من البنسات الفضية المتداولة حتى يتمكن المستفيدون من عيد الفصح من إنفاق هداياهم. بحلول عام 1727، كان سعر الفضة يضمن ضرب البنسات بخسارة. وعندما بدأت العملات الملكية الأخرى في استخدام تمثال نصفي يظهر جورج الثاني كرجل كبير السن في الفترة من 1740 إلى 1743، ظل البنس دون تغيير. اقترح بريان روبنسون، في كتابه عن Royal Maundy، أن إنشاء تمثال نصفي جديد لعملة معدنية صدرت بكميات صغيرة فقط لن يكون يستحق العمل الذي يستغرقه النقاش في دار سك العملة لمدة 12 أسبوعًا لإنشاء قوالب جديدة. على أية حال، بين عامي 1727 و1816، كانت تكلفة الفضة مرتفعة للغاية بحيث لم يكن من الممكن سك الكثير منها. كانت بنسات جورج الثاني تحمل تمثالًا نصفيًا له متجهًا إلى اليسار ونقش GEORGIVS II DEI GRATIA مستمرًا على الجانب الآخر مع MAG BRI FR ET HIB REX والتاريخ حول الحرف "I" المتوج. سكت البنسات في أعوام 1729، 1731، 1732، 1735، 1737، 1739، 1740، 1743، 1746 و1750، وبين عامي 1752 و1760. لم يصدر أي بنسات مؤرخة عام 1733 أو 1744، ويرجع ذلك على الأرجح إلى أن العام في بريطانيا كان لا يزال يبدأ في 25 مارس، ولم يكن يوم خميس العهد يقع خلال تلك الفترات المكونة من اثني عشر شهرًا.

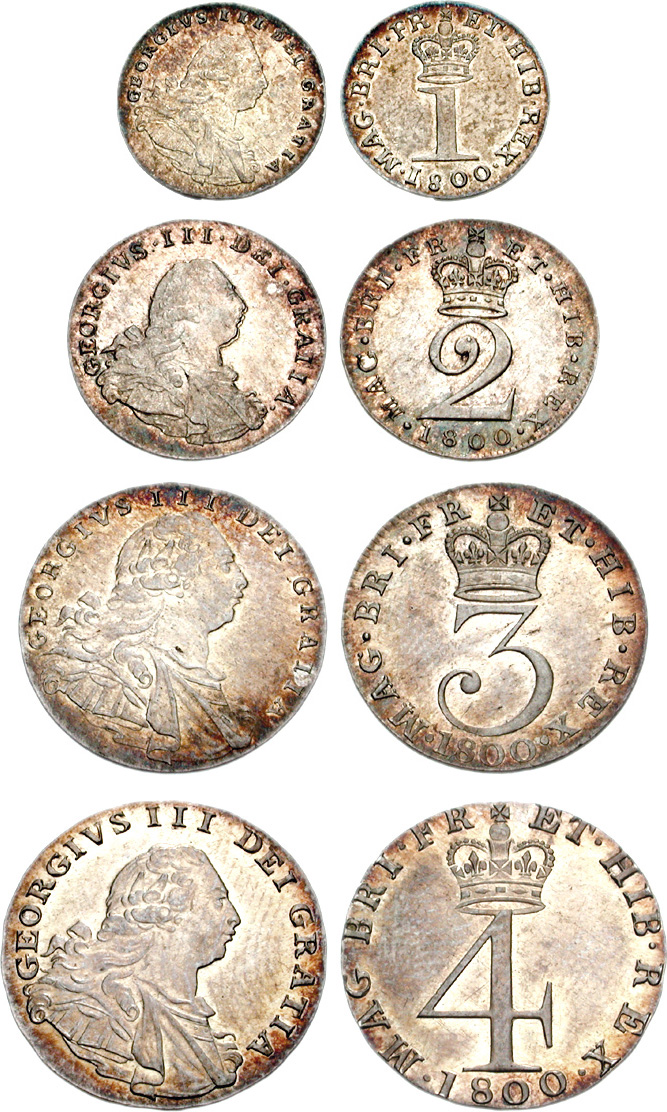
مجموعة من عملات مووندي التي يعود تاريخها إلى عام 1800، بما في ذلك البنس الفضي (أعلى)

في عهد الملك جورج الثالث (1760-1820)، استمر استخدام البنس الفضي في الغالب كقطعة ماوندي. حيث سكت بنسات مماثلة لتلك التي كانت في العهود السابقة، ولكنها تحمل رأس جورج الثالث ونقش GEORGIVS III DEI GRATIA، في أعوام 1763، 1766، 1770، 1772، 1776، 1779، 1780، 1781، 1784 و1786. تقدم تمثال نصفي جديد للملك إلى البنس في عام 1792، وسك بتاريخ ذلك العام، 1795، و1800. أما التمثال النصفي الثالث للملك، والذي يحمل نقشًا غير متغير على الوجه الآخر، فقد كان موجودًا على البنس الفضي في أعوام 1817 و1818 و1820. أظهر الوجه الخلفي الأول لعملة جورج الثالث، والذي استخدم حتى عام 1780، الحرف "I" المتوج بارزًا، مع النقش MAG BRI FR ET HIB REX. كذلك أجري تعديل في عام 1781، مع خفض نقش الحرف "I" المركزي على الوجه الخلفي، على الأرجح لأن جزءًا من مخطط الحرف "I" كان مرئيًا على رأس الملك على الجانب الآخر من العملة. كان الوجه الخلفي الثاني، والذي استخدم حتى عام 1786، مشابهًا ولكن بنقش أقل ارتفاعًا، حيث كان الحرف "I" أكثر تسطحًا؛ أما الوجه الخلفي الثالث، والذي استخدم في عام 1792 فقط، فقد أعيد تصميمه بالكامل مع حرف "I" أصغر بكثير تحت تاج أصغر مع نقش يمتد حول التاج، مع نفس الأسطورة كما في السابق. كان الوجه الخلفي الرابع، الذي استخدم في عامي 1795 و1800، مشابهًا للوجه الخلفي الأول ولكن بتاج أعيد تصميمه. أما الوجه الخلفي الخامس، والذي استخدم منذ عام 1817، فيظهر عليه الحرف "I" المتوج مع نقش BRITANNIARUM REX FID DEF والتاريخ. منذ عام 1817، تقلص قطر العملة المعدنية من 12 إلى 11 مليمترًا، على الرغم من أن الوزن ظل كما هو عند 0.5 غرام.

## بنس نحاسي (1797–1860)

### أعداد سوهو (1797–1807)
مع ندرة الفضة التي سُكّت في النصف الثاني من القرن الثامن عشر، وقع عبء العملات المعدنية الصغيرة على كاهل العملات النحاسية، والتي كانت أعلى فئة منها قبل عام 1797 هي نصف البنس. صُهرت العديد من عملات نصف البنس الرسمية سرًا، وصُنعت عملات مزيفة خفيفة الوزن باستخدام النحاس. في عام 1787، وجدت دار سك العملة أن 8% على الأكثر من "نصف البنس" المتداولة كانت أصلية. اعتُبر سحب العملات النحاسية الحالية غير عملي نظرًا لصعوبة النقل. لم تقبل الحكومة العملات النحاسية كضرائب، وسعى صغار التجار الذين جمعوا كميات كبيرة من العملات النحاسية الأصلية والمشكوك فيها إلى الحصول على إعفاء. عانت مناطق البلاد غير القريبة من العاصمة أحيانًا من نقص العملات النحاسية، حيث لم يكن من الممكن شراء الإصدارات الجديدة إلا من مكتب دار سك العملة في برج لندن، في عبوات من 5 أو 10 شلنات. جعل نقص العملات المعدنية الصغيرة من الصعب، بحلول أواخر ثمانينيات القرن الثامن عشر، على أصحاب العمل دفع أجور العمال.

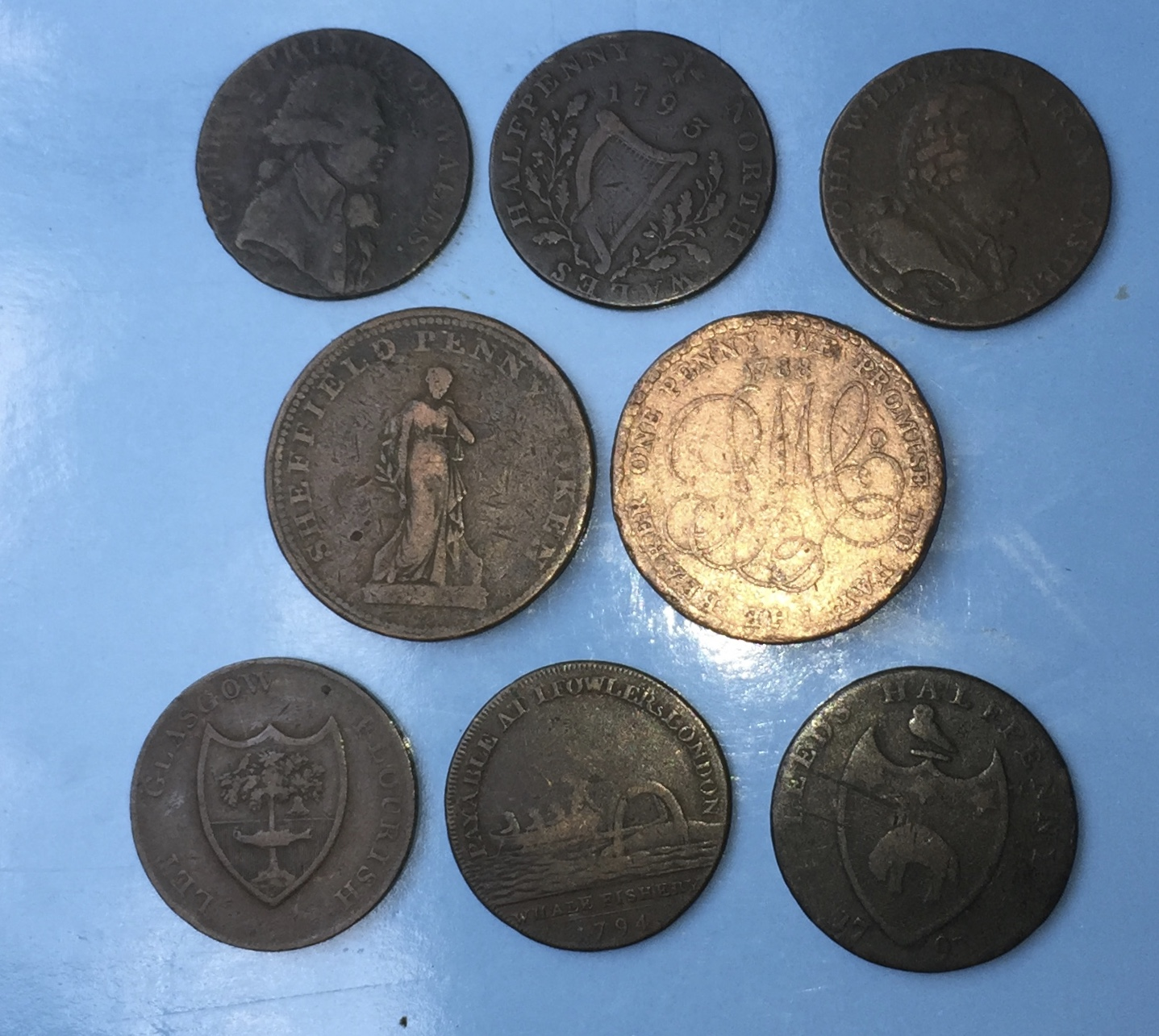
تداولت هذه العملات المعدنية من فئة البنس (الوسط) ونصف البنس خلال فترة الطوارئ النقدية في أواخر القرن الثامن عشر وأوائل القرن التاسع عشر.

سدت هذه الفجوة، بدءًا من عام 1787، من قبل شركات سك العملة الخاصة، التي أصدرت عملات نصف بنس وبنسات نحاسية. ورغم أنها لم تكن أموالاً بالمعنى القانوني، إلا أنها خدمت هذا الغرض، وانتشرت بسرعة في جميع أنحاء البلاد. عثر على العديد من مصنعي هذه الرموز في برمنغهام، حيث قام الصناعي ماثيو بولتون بضرب أعداد كبيرة من الرموز وقام أيضًا ببناء Soho Mint، أول من عمل بالبخار. لقد مارس ضغوطًا قوية من أجل الحصول على عقد لسك العملات النحاسية الرسمية. في عام 1797، منحت الحكومة بولتون عقدًا لضرب 480 طنًا من البنسات النحاسية و20 طنًا من البنسات النحاسية. كانت هذه أول عملات بريطانية رسمية من تلك الفئات مصنوعة من النحاس، وكانت أيضًا أول عملات بريطانية رسمية تضرب بالبخار بدلاً من قوة العضلات.

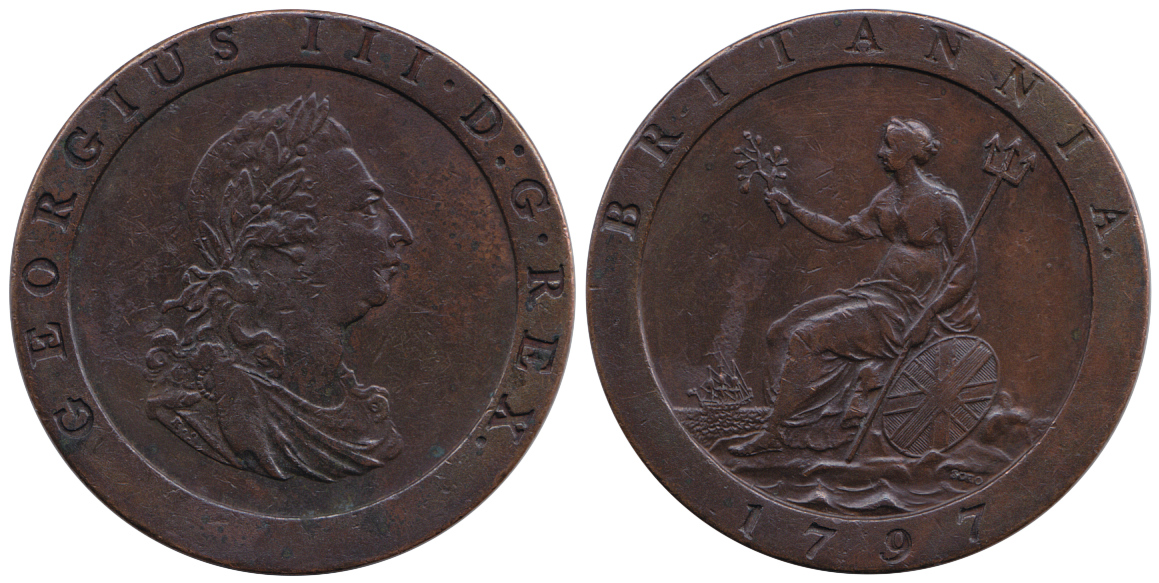
بنس ماثيو بولتون الذي سُك عام 1797 في دار سك العملة في سوهو

إن الحجم الكبير للعملات المعدنية، بالإضافة إلى الحافة السميكة حيث نقش النقش (أي ثقب في المعدن بدلاً من رفعه منه)، أدى إلى تسمية العملات المعدنية بـ "عجلات العربة". صمم هذا النقش من قبل موظف بولتون كونراد كوشلر. كان الوجه الأمامي لعملة العجلة هو تمثال نصفي متوج للملك جورج الثالث متجهًا إلى اليمين، مع نقش GEORGIUS III DG REX، بينما أظهر الوجه الخلفي بريتانيا جالسة على صخرة، متجهة إلى اليسار، ممسكة بغصن زيتون ورمح ثلاثي الشعب مع نقش BRITANNIA 1797. على الرغم من ظهور بريطانيا منذ فترة طويلة على نصف البنس والفارذنغ، إلا أن عملة عام 1797 كانت المرة الأولى التي صورت فيها وهي تحكم الأمواج، وهي استعارة لمكانة بريطانيا كقوة بحرية. يمكن رؤية كلمة SOHO مطبوعة بخط صغير على وجه الصخرة أسفل الدرع مباشرة. كان من المفترض أن تحتوي بنسات بولتون وبنسينها على قيمتها الاسمية بالنحاس، أي أن وزن كل منهما كان أونصة واحدة وأونصتين (بنسات) – 28.3 غرام، قطر 36 ملم). في القياس الإنجليزي، كان قطر البنس 1.4 بوصة فقط، وبالتالي فإن 17 بنسًا جنبًا إلى جنب سوف يبلغ قياسها قدمين. حصل بولتون على نسخة من القدم القياسية للجمعية الملكية للحصول على القياس الصحيح. على الرغم من أن البنسات كانت تُسك أولاً، مع الاحتفاظ بالبنسين لوقت لاحق، إلا أن دار سك العملة في سوهو واجهت صعوبة في سك مثل هذه القطع الكبيرة من النحاس، فقام بولتون ببناء دار سك عملة جديدة في سوهو، وبحلول عام 1799 كانت كل مطبعة تسك 60 بنساً في الدقيقة. تجاوزت كمية الـ 1250 طن من "العجلات" التي ضربت في سوهو بين عامي 1797 و1799 (تأرخت جميع القطع إلى عام 1797) إجمالي العملات النحاسية التي أصدرتها دار سك العملة الملكية في القرن الثامن عشر.
مُنح بولتون عقدًا آخر في عام 1799، ولكن لم يُسك سوى نصف بنسات وفارذنغ في ذلك الوقت. وفي عام 1805، حصل بولتون على عقد آخر. وبحلول ذلك الوقت، ارتفع سعر النحاس؛ ففي عام 1797، كان رطل النحاس قد سُك 16 بنسًا من العملات المعدنية، وفي عام 1799 بلغت قيمة هذه الكمية من المعدن 18 بنسًا، ولكن الأمر استغرق 24 من أصل 1806 بنسات لوزن رطل واحد. صدرت البنسات بتاريخ 1806 أو 1807؛ حيث بلغ وزنها 18.9 غرامًا (2⁄3 أونصة) وبلغ قطرها 34 مليمترًا (بوصة وثلث بوصة). وقد صُممت هذه البنسات بشكل أكثر تقليدية، أيضًا بواسطة كوشلر، مع تمثال نصفي للملك متجهًا إلى اليمين ونفس النقش الموجود على وجه بنسات 1797. يظهر على الوجه الآخر عملة بريتانيا جالسةً متجهةً إلى اليسار، مع غصن زيتون ورمح ثلاثي الشعب ونقش "بريتانيا". هناك عملة بنسات فريدة معروفة يعود تاريخها إلى عام 1808، ولكن يُعتقد أنها كانت نسخةً تجريبية. استُخدم ما مجموعه 150 طنًا من النحاس لصنع بنسات عامي 1806 و1807.

### الإصدارات الملكية (1825–1860)

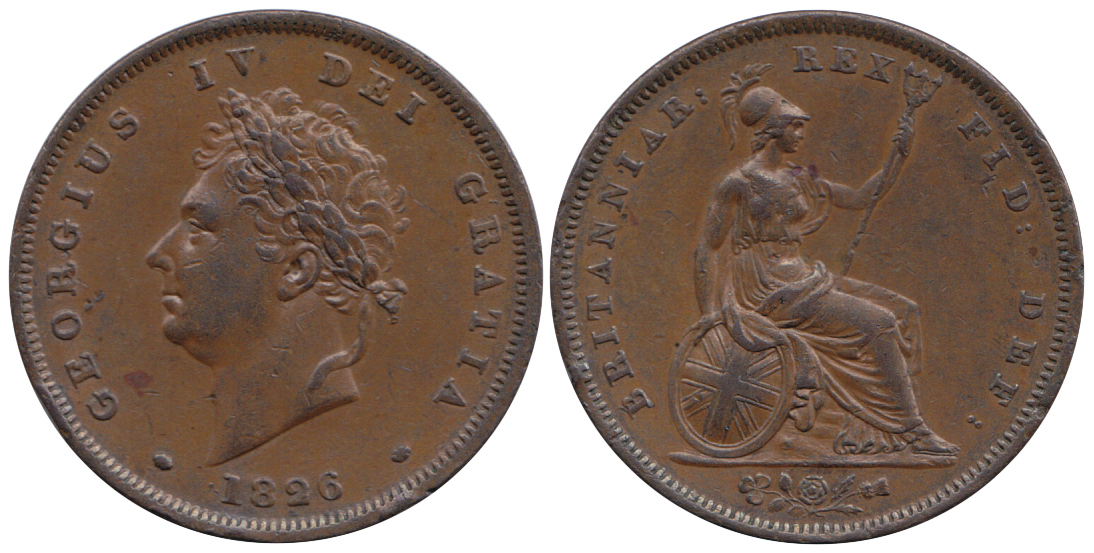
بنس جورج الرابع، 1826.

بعد أن وجدت دار سك العملة أن مبانيها في برج لندن ضيقة للغاية وغير مناسبة للتكنولوجيا الجديدة، انتقلت إلى مبنى جديد على تلة البرج، وضربت العملات لأول مرة هناك (لشركة الهند الشرقية) في عام 1811. صنعت العملة باستخدام قوة البخار، مع توفير المعدات من قبل شركة بولتون. في بداية إعادة سك العملة الكبرى عام 1816، إنتجت العملات الذهبية والفضية فقط؛ حيث اعتبر وزير الخزانة نيكولاس فانسيتارت أن هناك ما يكفي من العملات النحاسية الرسمية في التجارة لخدمة البلاد. وهكذا، لم يستأنف سك العملة النحاسية إلا بعد وفاة جورج الثالث في عام 1820 وتولي ابنه جورج الرابع العرش. استؤنفت سك العملات المعدنية من فئة البنسات ونصف البنسات في عام 1825 بعد سك أول عملات من فئة الفارذنغ في العهد الجديد في عام 1821. أتت الموافقة على البنسات الجديدة بموجب أمر صادر عن المجلس في 14 نوفمبر 1825، وتحدثت بموجب إعلان صادر في 30 يناير 1826. سكت بنسات جورج الرابع في ثلاث سنوات فقط (1825، 1826، 1827) ويُعتقد أن معظم العملات التي سكت في العام الأخير قد أرسلت إلى تسمانيا.

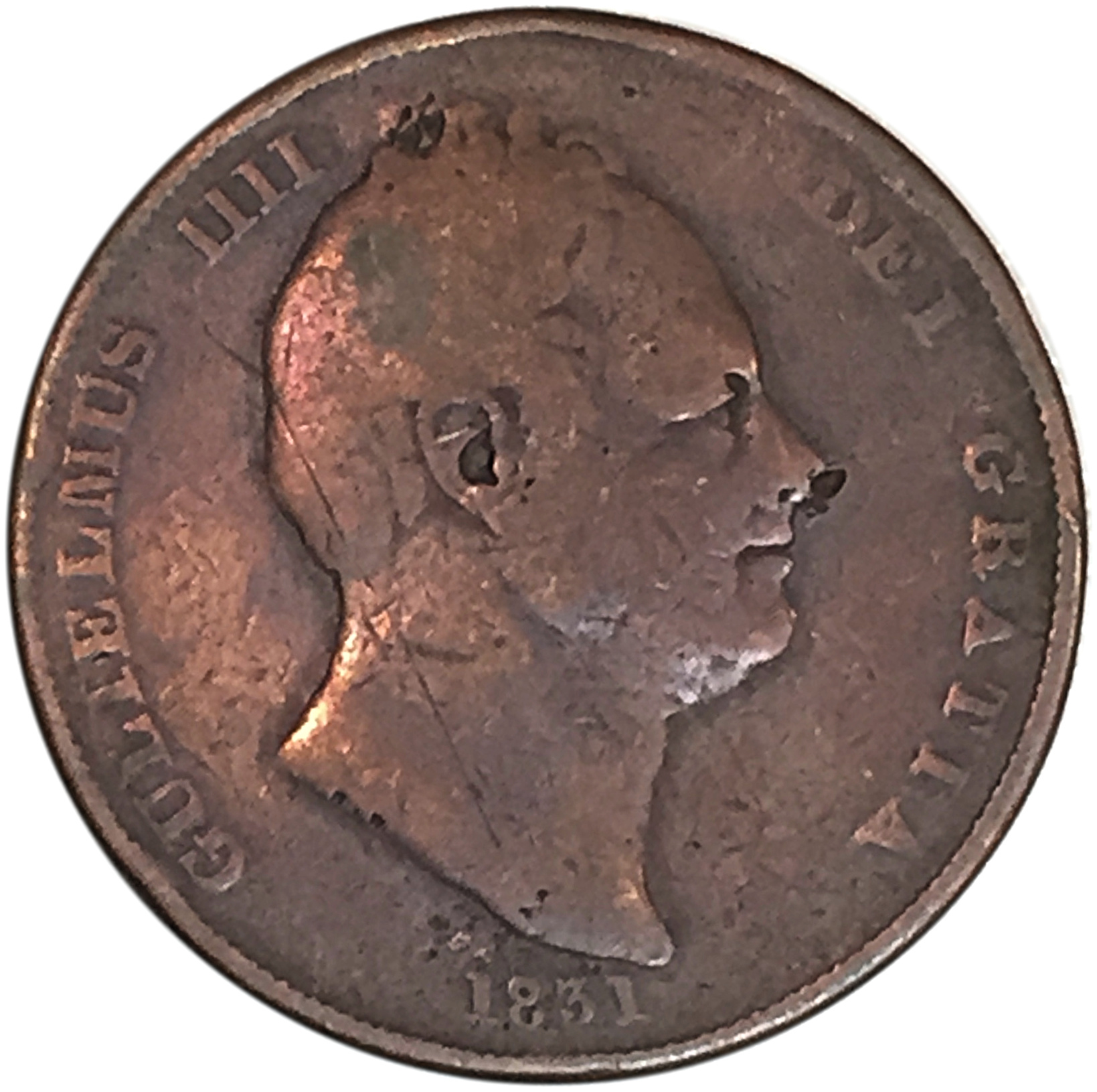
بنس ويليام الرابع عام 1831

يُظهر وجه بنسات جورج الرابع رأسًا مُتوجًا متجهًا إلى اليسار محفورًا بواسطة ويليام واين. كانت هذه هي الصورة الثانية لجورج الرابع، واعتمدت بعد أن أعرب الملك عن عدم إعجابه بالصورة التي نقشها بينيديتو بيستروتشي، والتي لم تُستخدم أبدًا على البنس. نُقش على البنس GEORGIUS IV DEI GRATIA والتاريخ، بينما يُظهر الوجه الخلفي بريتانيا جالسة متجهة إلى اليمين مع درع ورمح ثلاثي الشعب، منقوشًا عليها BRITANNIAR REX FID DEF. كان وزن البنس في هذا الوقت 18.8 جرامًا وكان قطره 34 ملمًا، وهو نفس وزن بنسات بولتون 1806-1807.
تعتبر بنسات الملك ويليام الرابع (1830-1837) مشابهة لتلك التي كانت لدى سلفه، وقد نقشها أيضًا ويليام واين، استنادًا إلى نموذج من تصميم السير فرانسيس تشانتري. رأس الملك ويليام متجه إلى اليمين، مع نقش على الوجه الأمامي GULIELMUS IIII DEI GRATIA، بينما الوجه الخلفي مطابق تمامًا لعملة بنس جورج الرابع. سكت العملات المعدنية في أعوام 1831 و1834 و1837 وكذلك أبلغ عن وجود بنس يعود تاريخه إلى عام 1836 ولكن لم يؤكد هذا.

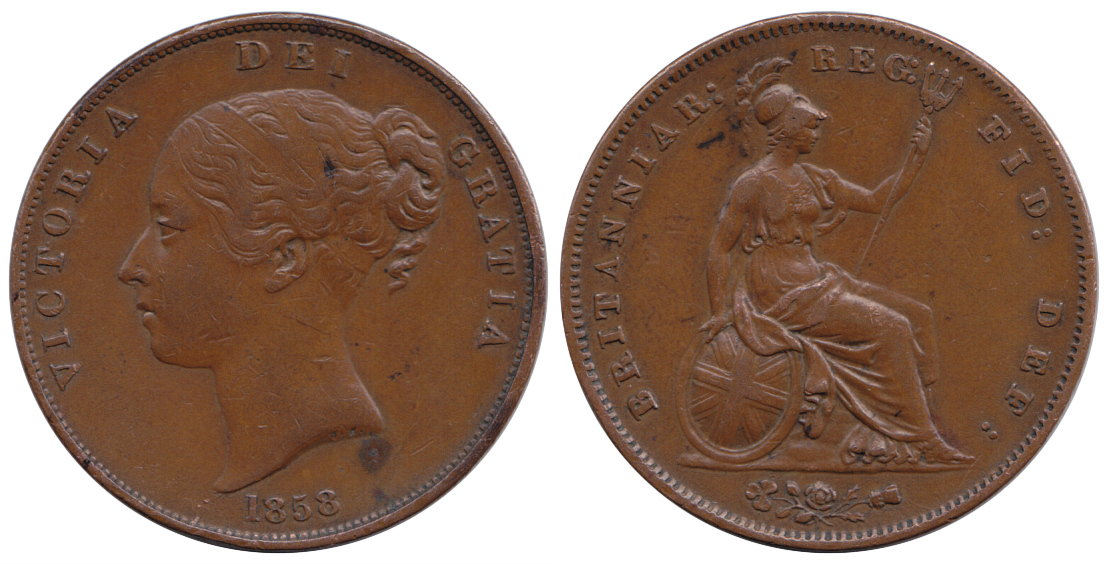
بنس الملكة فيكتوريا، 1858. "الرأس الشاب"

تُشكل بنسات الملكة فيكتوريا (1837-1901) إحدى أكثر فئات العملات البريطانية تعقيدًا، سواءً قبل أو بعد الانتقال من البنسات النحاسية إلى البرونزية عام 1860. وقد نُشر عدد من الكتب المتخصصة حول أنواع بنسات العصر الفيكتوري المتعددة. وشهدت السنوات الأخيرة من عمر البنس النحاسي، من عام 1839 إلى عام 1860، رسمًا للملكة بريشة ويليام واين، التي لُقبت عادةً بـ"الرأس الشاب". كان وجهها الخلفي ثابتًا إلى حد كبير عن وجه الملك ويليام، باستثناء تغيير حرف X إلى حرف G، وهكذا أصبح REX هو REG، اختصارًا لكلمة "ريجينا" (ملكة)، دلالةً على أن الملكة أصبحت امرأة. وهكذا، كانت الأسطورة على البنسات النحاسية الفيكتورية هي VICTORIA DEI GRATIA/BRITANNIAR REG FID DEF. إصدرت البنسات النحاسية لجميع السنوات بين عامي 1839 و1860 باستثناء أعوام 1840 و1842 و1850 و1852. تأسست دار سك العملة هيتون في برمنغهام بمعدات من دار سك العملة سوهو المُصَفَّاة. وبدءًا من أوائل خمسينيات القرن التاسع عشر، زودت الدار كميات كبيرة من الفراغات للبنسات إلى دار سك العملة الملكية، وفي بعض الأحيان طُلب منها سك البنسات، على الرغم من أن علامة دار سك العملة H الخاصة بها لم تظهر على البنسات حتى عام 1874. كانت هذه العقود بسبب احتياجات أيرلندا (حيث كانت المنتجات المزيفة والرموز شائعة) والمستعمرات؛ الكميات الكبيرة التي اكتشفت بين عامي 1797 و1807 بواسطة بولتون ضمنت عدم وجود نقص في إنجلترا واسكتلندا وويلز.

## بنس برونزي (من عام 1860)
بحلول عام 1857، كان كل من دار سك العملة الملكية والجمهور غير راضين عن حالة العملات النحاسية. كان الكثير منها مهترئًا أو مشوهًا بسبب الإعلانات، و14 بالمائة من البنسات المتداولة في التجارة كانت عبارة عن عجلات بولتون لعام 1797. إن حقيقة أن البنسات ذات المواصفات المختلفة كانت متداولة جنبًا إلى جنب حالت دون وزن كميات من العملات النحاسية لتحديد القيمة. بالإضافة إلى البنسات التي ضربت منذ عام 1806، كانت هناك عملات نحاسية من بولتون عام 1797 وأيضًا، وفقًا لمعيار مختلف، عملات نحاسية ضربت لأيرلندا، والتي كانت عملة قانونية منذ عام 1826. كان كل نوع من أنواع البنسات يُعتبر ثقيلاً للغاية للاستخدام اليومي. كانت العملات النحاسية ثقيلة للغاية لدرجة أن تشارلز ديكنز في رواية نيكولاس نيكلبي جعل السيد مانتاليني يفكر في الانتحار عن طريق غرق نفسه في نهر التايمز، وامتلأت جيوبه بنصف البنسات.
في عام 1859، أقنع توماس غراهام، مدير دار سك العملة، وليم غلادستون، مستشار الخزانة، بأن حالة العملة النحاسية تتطلب استبدالها بعملة أخف وزناً وأكثر متانة. اختاروا البرونز لأنه أكثر صلابة وأقل عرضة للأكسدة. كانت هذه مادة ذات خبرة لدى دار سك العملة، حيث قامت مؤخرًا بضرب عملات برونزية للمستعمرات الكندية، وكانت تستخدم في فرنسا منذ عام 1852. أخبر غلادستون مجلس العموم أنه إذا وضعنا بنسًا قديمًا وآخر جديدًا جنبًا إلى جنب، فلن يتخيل أي شخص غير مألوف لهما أنهما يمثلان نفس القيمة. في عام 1860، أقر البرلمان تشريعًا يسمح بضرب البنس من سبيكة من المعادن. يتطلب القانون ظهور اسم بريطانيا على العملة، حيث كان يُعتقد أن التصميم يرمز إلى بريطانيا باعتبارها حاكمة الأمواج، وأن حذفها سيُنظر إليه على أنه تخلٍ عن هذا الدور. في عام 1860، منحت دار سك العملة عقدًا لتوريد 1720 طنًا من البنسات ونصف البنسات والفارذنغ البرونزية إلى شركة جيمس وات وشركاه في برمنغهام، وهو العقد الذي لم يكتمل حتى عام 1863. كما استدعوا شركة هيتون أيضًا لتوريد القوالب والعملات المعدنية، خاصة وأن شركة وات كانت تستعد لتنفيذ عقدها الضخم.

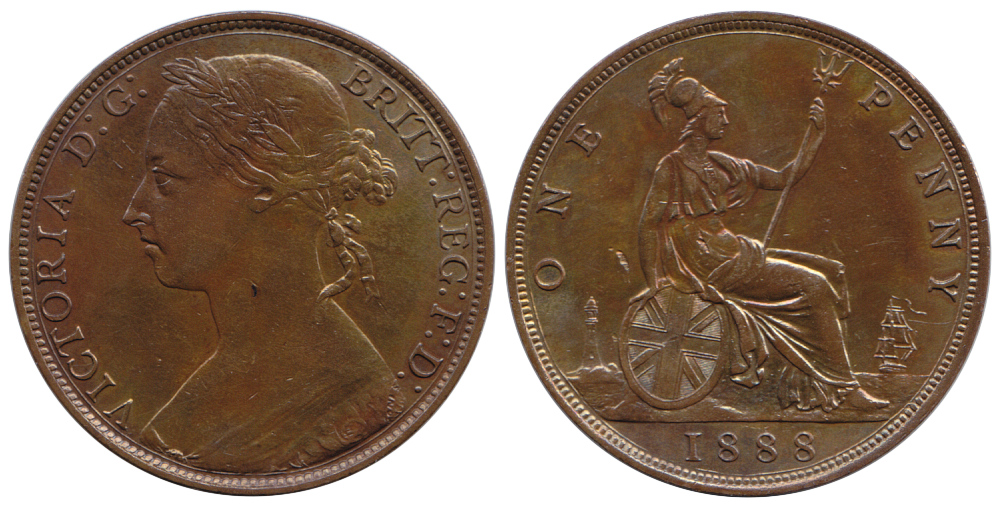
بنس "رأس الكعكة"

وعلى الرغم من الدعوات لإجراء مسابقة عامة، فقد اختاروا ابن ويليام واين، ليونارد تشارلز واين، لتنفيذ التصميم الجديد. أبدت الملكة والأمير ألبرت اهتمامًا كبيرًا بالعمل، وكانت الزيارات المتكررة التي قام بها واين إلى قصر بكنغهام وبيت أوزبورن ضرورية قبل أن تمنح فيكتوريا موافقتها. هناك حكاية تقول أن الملكة أعادت البنس الذي أُرسل لها للموافقة النهائية عن طريق البريد، لكن ساعي البريد فتح الطرد، وألقى بالعملة المعدنية في اشمئزاز عندما أدرك أن كل ما كان بداخله كان بنسًا واحدًا. أصبحت القطع البرونزية الجديدة سارية بموجب إعلان مؤرخ 17 ديسمبر 1860، وكان رد فعل الجمهور إيجابيًا، سواء بالنسبة لتصاميم واين أو بالنسبة للوزن الذي انخفض إلى النصف. توزعت العملات الجديدة على نطاق واسع من خلال مكاتب البريد، وفي عام 1861، بدأت دار سك العملة في استدعاء القطع النحاسية القديمة، ودفع قسط صغير مقابل النقل. سرعان ما اختفت العملات النحاسية القديمة من المدن؛ وكان التقدم في المناطق الريفية أكثر تدريجية. إلغي تداول البنس النحاسي الذي يعود إلى ما قبل عام 1860 بعد عام 1869 في بريطانيا (على الرغم من قبوله بالقيمة الاسمية الكاملة من قبل دار سك العملة حتى عام 1873) وفي عام 1877 بالنسبة للمستعمرات - إرسل ما يقرب من ربع العملات النحاسية التي سكتها دار سك العملة الملكية بين عامي 1821 و1856 إلى الخارج، وكانت سريلانكا هي المتلقي الرئيسي.
كان وجه البنس الجديد مكتوبًا عليه VICTORIA DG BRITT REG FD. وكانت دار سك العملة تنوي أن ترسمه بالاختصار BRIT، وبعد إصدار العملات المعدنية جادل البعض بأنه كان ينبغي أن يكون ذلك، لكن جلادستون تدخل لاستدعاء القاعدة التي تنص على أنه يجب مضاعفة الحرف الساكن الأخير من الاختصار اللاتيني للإشارة إلى الجمع. جرى تسمية العملة المعدنية باسم "بنس رأس الكعكة" أو "بنس الكعكة" نسبة إلى تسريحة شعر الملكة. يصور الوجه الخلفي بريتانيا وهي ترتدي أردية فضفاضة ودرع صدر وخوذة وتحمل رمحًا ثلاثي الشعب. تمسك يدها اليمنى بدرع يظهر عليه صلبان العلم البريطاني مجتمعين. تبحر سفينة في البحر على يمينها، ويظهر منارة، من المفترض أنها منارة إيديستون القديمة، خلفها على يسارها. تظهر الفئة، ONE PENNY، لأول مرة على القطعة المعدنية الأساسية.
هناك العديد من أنواع بنس الكعكة، حيث أعد العديد من القوالب غير المتطابقة (خاصة في عام 1860)، و تعدل التصميم عدة مرات على مدار 35 عامًا، و استخدمت القوالب أحيانًا في مجموعات مختلفة. تتضمن طبعة عام 2017 من عملات Spink &amp; Son 's Coins of England & the United Kingdom 13 وجهًا و14 ظهرًا وعددًا كبيرًا من مجموعات القوالب. تتضمن الاختلافات عدد الأوراق الموجودة على إكليل فيكتوريا وما إذا كانت الحدود مطرزة أو مسننة. يشير الحرف "H" الموجود أسفل التاريخ على عملات البنسات الصادرة في أعوام 1874 و1875 و1876 و1881 و1882 إلى أن العملة المعدنية إنتجت في هيتون في برمنغهام. عندما توقف الإنتاج في دار سك العملة الملكية لإجراء عملية إعادة بناء كاملة في عام 1882، أنتجت هيتون، بموجب العقد، 50 طنًا من البنسات ونصف البنسات والفارذنغ. إصدرت عملات بنسية من نوع Bun في جميع الأعوام بين عامي 1860 و1894.

"الرأس القديم" لتوماس بروك من فيكتوريا (يظهر سوفرن)

وضع "رأس اليوبيل" للملكة الذي صممه جوزيف إدغار بوهم على العملات الذهبية والفضية في عام 1887 ولكن لم يعتمد للعملة البرونزية، مع استمرار وضع رأس الكعكة. ثبت أن رسم بوهم غير شعبي، وفي عام 1893 استبدل بـ "الرأس المحجوب" أو "الرأس القديم"، بواسطة توماس بروك، ونقشه كبير النقاشين في دار سك العملة الملكية جورج ويليام دي سولس. قدم تصميم البنس الجديد في عام 1895،  وأتت الموافقة على الإصدار الجديد بموجب إعلان مؤرخ 11 مايو من ذلك العام. تظهر فيكتوريا كامرأة مسنة ترتدي تاجًا مغطى جزئيًا بالحجاب. ترتدي قلادة مع قلادة، وقرط، وحزام الرباط مع نجمة. أصبح النقش VICTORIA DEI GRA BRITT REGINA FID DEF IND IMP، حيث إضيف لقب إمبراطورة الهند إلى ألقاب الملكة في عام 1876. عدل الوجه الخلفي بواسطة دي سولس، وكان التغيير الأكثر أهمية هو حذف السفينة والمنارة. سك التصميم الجديد كل عام من عام 1895 إلى عام 1901، وهو العام الذي توفيت فيه فيكتوريا. استمر سك العملات المعدنية التي تصورها والتي يعود تاريخها إلى عام 1901 حتى أصبحت عملة الملك إدوارد السابع جاهزة في مايو 1902.

## سك النقود
إجمالي الضرب حسب التاريخ وعلامة سك النقود. "H" هو اختصار لـ Heaton Mint، برمنغهام.

### الملك جورج الرابع 1820-1830
تمثال نصفي للحائز على جائزة
- 1825 ~ 1,075,200
- 1826 ~ 5,913,000
- 1827 ~ 1,451,520

### الملك ويليام الرابع 1830-1837
تمثال نصفي للحائز على جائزة
- 1831 ~ 806,400
- 1834 ~ 322,560
- 1837 ~ 174,720

### الملكة فيكتوريا 1837–1901
نحاس:
تمثال نصفي شاب (WW على الاقتطاع)
- 1839 ~ فقط في الدليل
- 1841 ~ 913,920
- 1843 ~ 483,830
- 1844 ~ 215,040
- 1845 ~ 322,560
- 1846 ~ 483,840
- 1847 ~ 430,080
- 1848 ~ 161,280
- 1849 ~ 268,800
- 1851 ~ 432,224
- 1853 ~ 1,021,440
- 1854 ~ 6,720,000
- 1855 ~ 5,273,866
- 1856 ~ 1,212,288
- 1857 ~ 752,640

تمثال نصفي شاب
- 1858 ~ 1,559,040
- 1859 ~ 1,075,200
- 1860 ~ 32,256

تمثال نصفي مُغطى بطبقة من اللوريات - "LCWyon" (حدود من الخرز)
- 1860 ~ 5,053,440

تمثال نصفي مُغطى بطبقة من اللوريات - "LCWyon" (حافة مسننة)
- 1860 ~ غير معروف
- 1861 ~ 36,449,280

تمثال نصفي للحائز على جائزة ومُغطى (حافة مسننة)
- 1861 ~ غير معروف
- 1862 ~ 50,534,400
- 1863 ~ 28,062,700
- 1864 ~ 3,440,640
- 1865 ~ 8,601,600
- 1866 ~ 9,999,360
- 1867 ~ 5,483,520
- 1868 ~ 1,182,720
- 1869 ~ 2,580,480
- 1870 ~ 5,695,022
- 1871 ~ 1,290,318
- 1872 ~ 8,494,572
- 1873 ~ 8,494,200
- 1874 ~ 5,621,865
- 1874هـ ~ 6,666,240
- 1875 ~ 10,691,040
- 1875هـ ~ 752,640
- 1876هـ ~ 11,074,560
- 1877 ~ 9,624,747
- 1878 ~ 2,764,470
- 1879 ~ 7,666,476
- 1880 ~ 3,000,831
- 1881 ~ 2,302,362
- 1881هـ ~ 3,763,200
- 1882هـ ~ 7,526,400
- 1883 ~ 6,327,438
- 1884 ~ 11,702,802
- 1885 ~ 7,145,862
- 1886 ~ 6,087,759
- 1887 ~ 5,315,085
- 1888 ~ 5,125,020
- 1889 ~ 12,559,737
- 1890 ~ 15,330,840
- 1891 ~ 17,885,961
- 1892 ~ 10,501,671
- 1893 ~ 8,161,737
- 1894 ~ 3,883,452

تمثال نصفي محجوب
- 1895 ~ 5,395,830
- 1896 ~ 24,147,156
- 1897 ~ 20,752,620
- 1898 ~ 14,296,836
- 1899 ~ 26,441,069
- 1900 ~ 31,778,109
- 1901 ~ 22,205,568

## ملحوظات
1. ↑  Georgius Dei Gratia/Magnae Britanniae Franciae et Hiberniae Rex, or George by the Grace of God/King of Great Britain, France and Ireland. The British throne's claim to France was at this point purely historic.
2. ↑  Georgius II Dei Gratia/Magnae Britanniae Franciae et Hiberniae Rex, or George II by the Grace of God/King of Great Britain, France and Ireland
3. ↑  George III by the Grace of God ...
4. ↑  ... Magnae Britanniae Franciae et Hiberniae Rex, or King of Great Britain, France and Ireland
5. ↑  Britanniarum Rex Fidei Defensor, or ... King of the British Territories, Defender of the Faith
6. ↑  Georgius III Dei Gratia Rex, or George III, by the Grace of God King
7. ↑  William IV by the Grace of God ...
8. ↑  Victoria Dei Gratia Britanniarum Regina Fidei Defensor, or Victoria by the Grace of God Queen of the Britains, Defender of the Faith
9. ↑  Victoria Dei Gratia Britanniarum Regina Fidei Defensor Indiae Imperatrix, or Victoria, by the Grace of God Queen of the Britains, Defender of the Faith, Empress of India

## الاستشهادات
1. 1 2  Craig، صفحات 211–214.
2. 1 2  Lobel، صفحة 583.
3. ↑  Craig، صفحة 219.
4. ↑  Lobel، صفحات 579–580.
5. ↑  Robinson، صفحات 113–121.
6. ↑  Lobel، صفحات 580–581.
7. ↑  Lobel، صفحة 581.
8. ↑  Craig، صفحات 251–253.
9. ↑  Selgin، صفحات 22–25.
10. ↑  Selgin، صفحات 41–45.
11. ↑  Doty، صفحات 27–30.
12. ↑  Selgin، صفحات 72–73.
13. ↑  Selgin، صفحات 162–163.
14. 1 2  Selgin، صفحات 163–164.
15. ↑  Clay، صفحة 53.
16. ↑  Selgin، صفحات 163–166, 178, 189.
17. ↑  Seaby، صفحة 149.
18. 1 2  Lobel، صفحات 583–584.
19. ↑  Dyer & Gaspar، صفحات 455–459.
20. ↑  Selgin، صفحة 266.
21. ↑  Dyer & Gaspar، صفحة 488.
22. ↑  Peck، صفحة 394.
23. 1 2  Lobel، صفحة 584.
24. ↑  Crellin، Andrew. "The 1827 Penny From Great Britain - Unique in the Australian Colonial Series". Sterling & Currency. مؤرشف من الأصل في 2017-08-06. اطلع عليه بتاريخ 2017-07-18.
25. ↑  Lobel، صفحات 584–586.
26. ↑  Lobel، صفحات 585–587.
27. ↑  Dyer & Gaspar، صفحة 503.
28. ↑  Dyer & Gaspar، صفحات 508–509.
29. 1 2  Dyer & Gaspar، صفحة 509.
30. 1 2 3  Linecar، صفحة 108.
31. 1 2  Dyer، صفحة 61.
32. ↑  Dyer & Gaspar، صفحات 509–510.
33. ↑  Josset، صفحة 132.
34. ↑  Linecar، صفحات 108–109.
35. ↑  Dyer & Gaspar، صفحة 510.
36. 1 2 3  Dyer & Gaspar، صفحات 510–511.
37. ↑  Josset، صفحة 133.
38. ↑  Peck، صفحة 418.
39. ↑  Linecar، صفحة 109.
40. ↑  Craig، صفحة 325.
41. ↑  Dyer، صفحة 63.
42. ↑  Dyer & Gaspar، صفحة 511.
43. ↑  Freeman، صفحة 21.
44. ↑  Peck، صفحة 419.
45. ↑  Lobel، صفحات 583–586.
46. ↑  Peck، صفحات 416–418.
47. ↑  Spink، صفحات 484–489.
48. ↑  Spink، صفحة 489.
49. ↑  Dyer & Gaspar، صفحة 525.
50. ↑  Spink، صفحات 488–489.
51. ↑  Seaby، صفحات 157–160.
52. ↑  Peck، صفحات 446–447.
53. ↑  Spink، صفحة 491.
54. ↑  Skellern، صفحة 36.
55. ↑  Lobel، صفحات 586–587, 681.

## روابط خارجية
- العملات البريطانية – معلومات عن العملات البريطانية (من 1656 إلى 1952)